# Christen Press
Christen Annemarie Press (født 29. december 1988) er en amerikansk fodboldspiller og verdensmester, der spiller som angriber for Houston Dash i National Women's Soccer League (NWSL) og for USA. Press har tidligere spillet for magicJack i Women's Professional Soccer (WPS) og for Kopparbergs/Göteborg FC og Tyresö FF i den svenske Damallsvenskan og Chicago Red Stars i National Women's Soccer League. I 2011 vandt hun WPS Rookie of the Year prisen. I 2013 var hun topscorer i Damallsvenskan med 23 mål og blev den første amerikaner der modtog Golden Boot prisen i ligaens historie. I 2010 modtog hun Hermann Trophy og er indehaver af rekorden for mest scorende spiller på Stanford University.